# Frederick Whymper

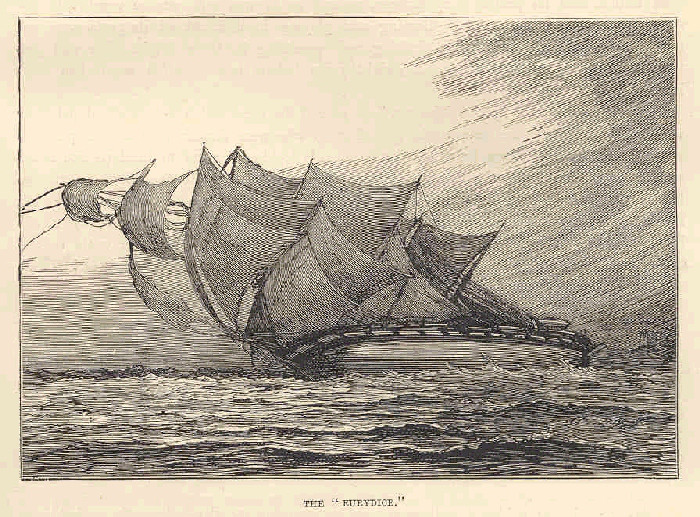
Eurydice

Frederick Whymper (1838–1901) war ein britischer Künstler und Forschungsreisender. Er war der Bruder von Edward Whymper.

## Leben
In seiner Jugend war Whymper ein begabter Künstler, der Stiche für Publikationen anfertigte und dessen Landschaften von 1859 bis 1861 in der Royal Academy of Arts in London ausgestellt wurden. Während seines Aufenthalts im hohen Norden nahm Whymper an der Vancouver Island Exploring Expedition und der Western Union Telegraph Expedition (1865) teil. Er verbrachte den Winter 1866 in Nulato, Alaska, mit William H. Dall und reiste von St. Michael aus den Yukon River hinauf nach Fort Yukon, wo er Zeuge wurde, wie die erste amerikanische Flagge über dem neuen Territorium Alaskas gehisst wurde. 

## Travel and Adventure in the Territory of Alaska
Der Bericht über seine Reisen, das Buch Travel and Adventure in the Territory of Alaska, erschien erstmals 1868. Die ersten fünf Kapitel enthalten die Erinnerungen des Autors an seine Reisen in British Columbia in den 1860er Jahren, einschließlich eines Berichts über seine Reise in das Innere von Vancouver Island im Jahr 1864 mit der Forschungsexpedition von Robert Brown, sowie Einzelheiten über das Massaker von Bute Inlet.
In seinem Vorwort heißt es: „Vom Innern des ehemaligen russischen Amerika ist so wenig bekannt, daß meine Schilderung, so unvollständig sie sein mag, nicht ganz uninteressant sein wird“. Der Autor liefert darin einen Bericht über die russisch-amerikanische Überland-Telegrafen-Expedition von 1865–1866. Whymper, der als Künstler an der Expedition teilnahm, beschreibt ihre Reise und ihre Erlebnisse in Vancouver, Sitka, St. Michael, Norton Sound, Kamtschatka und an der Westküste des Ochotskischen Meeres, im Yukon-Territorium, ihre Auf- und Abfahrt mit dem Kanu auf dem Yukon River usw. Hinzu kommen  Bemerkungen über die Bering-Reisen und die Russen in Alaska, kurze Notizen über Skorbut, Bemerkungen über die Fischerei und den Pelzhandel, die russischen und indianischen Siedlungen im Norton-Sund sowie die Sitten und Gebräuche der Tschuktschen und der Koyukon-Indianer.

## Weitere
Sein Buch The Sea: Its Stirring Story of Adventure, Peril, & Heroism in 4 Bänden enthält Ausführungen zu zahlreichen Gegenden Großbritanniens und der Welt sowie Reise- und Abenteuerberichte, ferner über technische Entwicklungen und Kuriositäten (wie z. B. „The first man who ate an oyster“).

## Werke
- Travel and adventure in the territory of Alasca (John Murray, London, 1868)
  - Alaska – Reisen und Erlebnisse im hohen Norden. Autorisirte deutsche Ausgabe von Dr. Friedrich Steger. Westermann Verlag, Braunschweig 1869 – Digitalisat
- The Heroes of the Arctic and Their Adventures (Society for Promoting Christian Knowledge, London 1889) – und andere Auflagen – Digitalisat (7th ed.)
- The sea, stirring story of adventure, peril and heroism (4 Bände, 1878–1880) Digitalisate
- The romance of the sea (1896)